# Causa Sui (band)
Causa Sui är ett danskt instrumentellt psych-rock / stonerrockband bestående av Jakob Skøtt, Jonas Munk, Rasmus Rasmussen och Jess Kahr. Från och med deras självbetitlade debutalbum har bandet släppt fjorton album sedan 2005. Causa Suis tunga sound kompletteras med abstrakta, instrumentala och ambienta stilar som liknar elektriska Miles Davis, eller Can, särskilt på deras albumserie "Sessions", som innehåller gästmusiker, bland annat den svenska saxofonisten Johan Riedenlow. Andra citerade influenser inkluderar Popul Vuh, The Allman Brothers Band, Gabor Szabo och Tame Impala. Trots att de sällan uppträtt live har bandet släppt två livealbum.

## Bandmedlemmar
- Jonas Munk - Guitars, Keyboards, Electronics, Vocals
- Jess Kahr - Bass
- Jakob Skøtt - Drums
- Rasmus Rasmussen - Keyboards

## Diskografi

### Studio album
- Causa Sui (2005)
- Free Ride (2007)
- Euporie Tide (2013)
- Return To Sky (2016)
- Vibraciones Doradas (2017)
- Szabodelico (2020)

### Live album
- Live at Freak Valley (2014)
- Live in Copenhagen (2017) - feat. Johan Riedenlow (sax) and Nicklas Sørensen (papir-guitar)

### Sessions album
- Summer Sessions - Vol 1 (2008) - feat. Johan Riedenlow (sax)
- Summer Sessions - Vol 2 (2009) - feat. Johan Riedenlow (sax)
- Summer Sessions - Vol 3 (2009) - feat. Johan Riedenlow (sax)
- Pewt'r Sessions 1 (2011) - feat. Ron Schneiderman
- Pewt'r Sessions 2 (2011) - feat. Ron Schneiderman
- Pewt'r Sessions 3 (2014) - feat. Ron Schneiderman